# HSH Nordbank Arena
Imtech Arena (dříve HSH Nordbank Arena, Volksparkstadion a AOL Arena) je fotbalový stadion, který se nachází v německém Hamburku. Stadion je domovem slavného německého klubu Hamburger SV a byl dějištěm několika utkání Mistrovství světa v roce 1974 a 2006 (4 utkání ve skupině a 1 čtvrtfinále) a hostil také některé zápasy Mistrovství Evropy ve fotbale 2024. Hrálo se zde také finálové utkání Evropské ligy UEFA pro ročník 2009/2010. HSH Nordbank Arena byla až do roku 2001 známa pod jménem Volksparkstadion, až do roku 2007 známa pod jménem AOL Arena.